# Disporella astraea
Disporella astraea är en mossdjursart som beskrevs av Osburn 1953. Disporella astraea ingår i släktet Disporella och familjen Lichenoporidae. Inga underarter finns listade i Catalogue of Life.